# Politisches Büro der Vereinten Nationen für Somalia
Das Politische Büro der Vereinten Nationen für Somalia (United Nations Political Office for Somalia, UNPOS) mit Sitz in Nairobi, Kenia, war eine Einrichtung der Vereinten Nationen.
Es wurde am 15. April 1995 vom Generalsekretär der Vereinten Nationen gegründet, um – nach dem Scheitern der Friedensmissionen UNOSOM I und UNOSOM II – durch Kontakte zu somalischen Führungspersonen, der Zivilgesellschaft, Staaten und Organisationen Frieden und Versöhnung in Somalia zu fördern. Am 3. Juni 2013 wurde das Büro geschlossen.
Das UNPOS unterstand dem Department for Political Affairs des UN-Sekretariats. Sein Leiter war Ahmedou Ould-Abdallah, der Sondergesandte des UN-Generalsekretärs für Somalia. Das Büro förderte verschiedene Initiativen für Frieden in Somalia, so die Friedenskonferenzen im dschibutischen Arta 2000 und in Nairobi unter Schirmherrschaft der IGAD 2002–2004, die zur Bildung der Übergangsregierung Somalias führten. Es war auch autorisiert, sich in der Vermittlung zwischen Konfliktparteien und in der Somaliland-Frage zu betätigen. Auch nach Schließung des Büros unterstützen die Vereinten Nationen weiterhin die Friedens- und Aussöhnungsbemühungen der somalischen Bundesregierung durch die Hilfsmission der Vereinten Nationen in Somalia.